# Hughes Springs
Hughes Springs es una ciudad ubicada en el condado de Cass en el estado estadounidense de Texas. En el Censo de 2010 tenía una población de 1.760 habitantes y una densidad poblacional de 275,01 personas por km².

## Geografía
Hughes Springs se encuentra ubicada en las coordenadas 32°59′55″N 94°37′52″O / 32.99861, -94.63111. Según la Oficina del Censo de los Estados Unidos, Hughes Springs tiene una superficie total de 6.4 km², de la cual 6.4 km² corresponden a tierra firme y (0%) 0 km² es agua.

## Demografía
Según el censo de 2010, había 1.760 personas residiendo en Hughes Springs. La densidad de población era de 275,01 hab./km². De los 1.760 habitantes, Hughes Springs estaba compuesto por el 75.4% blancos, el 20.06% eran afroamericanos, el 0.28% eran amerindios, el 0.06% eran asiáticos, el 0% eran isleños del Pacífico, el 2.1% eran de otras razas y el 2.1% pertenecían a dos o más razas. Del total de la población el 4.6% eran hispanos o latinos de cualquier raza.